# Protorthodes coloradensis
Protorthodes coloradensis är en fjärilsart som beskrevs av Embrik Strand 1917. Protorthodes coloradensis ingår i släktet Protorthodes och familjen nattflyn. Inga underarter finns listade i Catalogue of Life.